# هاني فريد
هاني فريد (بالإنجليزية: Hany Farid) هو أستاذ جامعي أمريكي متخصص في تحليل الصور الرقمية، وعميد ورئيس الكلية لكلية المعلومات بجامعة كاليفورنيا في بيركلي. بالإضافة إلى التدريس والكتابة وإجراء البحوث، يعمل فريد كمستشار للمنظمات غير الربحية والوكالات الحكومية والمؤسسات الإخبارية. وهو مؤلف كتاب (Photo Forensics).

## روابط خارجية
- صفحة ويب فريد لأعضاء هيئة التدريس في كلية المعلومات بجامعة كاليفورنيا في بيركلي
- معهد نيوكوم للعلوم الحسابية